# كورل (وجبة خفيفة يابانية)

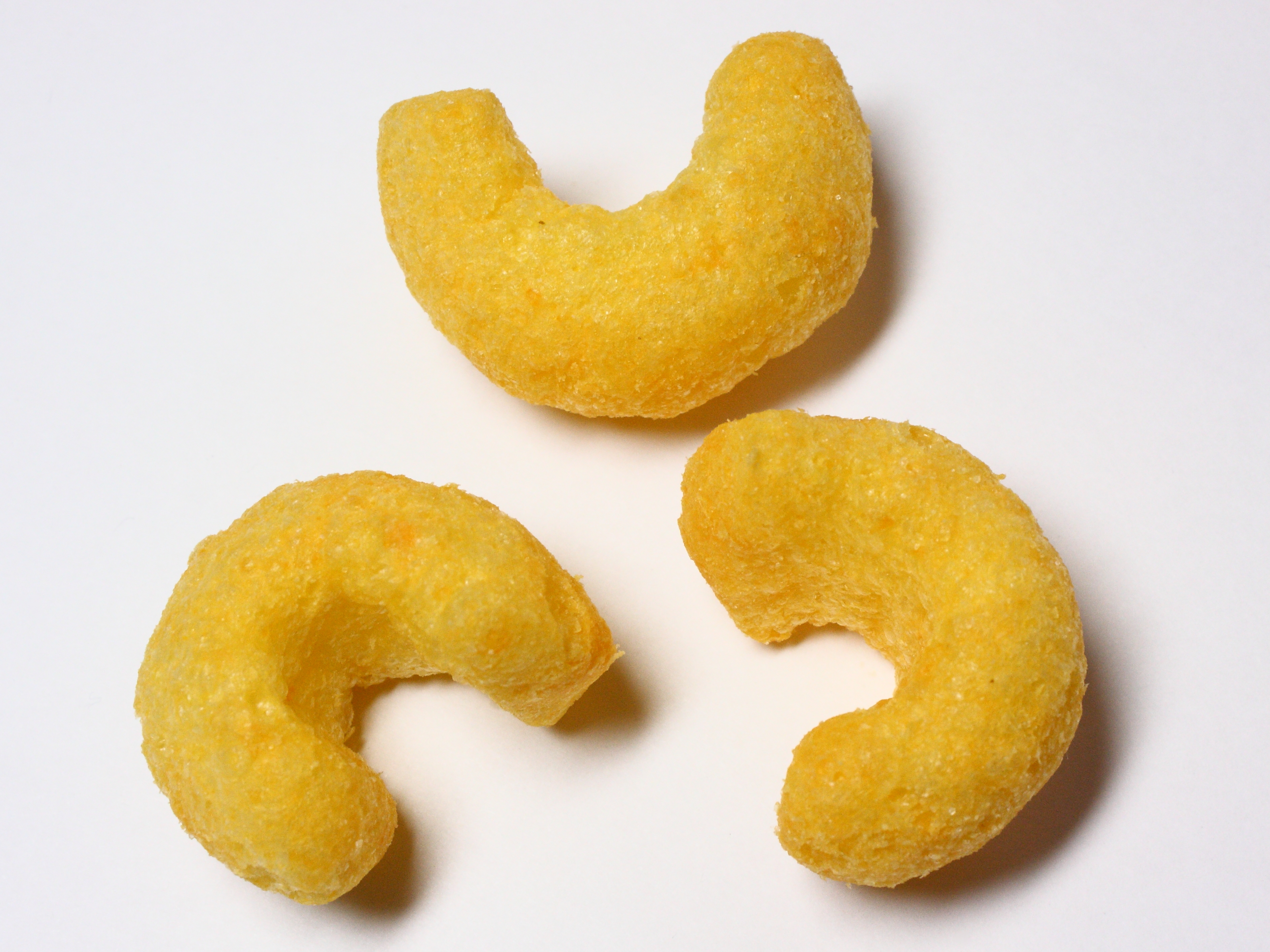
ميجي سيكا "كورل" نكهة الجبن

كورل او (باللغة اليابانية カール وتنطق كارو) (باللغة الانجليزية Curl) هي علامة تجارية لوجبات خفيفة يابانية بنكهة الذرة بالجبن ويتم بيعها من قبل ميجي او (باللغة الانجليزية Meiji). عى الرغم من ان كورل يأتي بالعديد من النكهات, الا ان النكهات السائدة مملحة قليلا او بنكهة الجبن
كانت الوجبة الخفيفة اليابانية كورل معروضة للبيع في اليابان بشكل مستمر منذ عام 1968 ،  على الرغم من أنها لم يعد موزعة في جميع أنحاء شرق اليابان منذ عام 2017. 